# Open de Nouvelle-Zélande (badminton)
L'Open de Nouvelle-Zélande est un tournoi international annuel de badminton organisé par Badminton NZ depuis 1990. Il fait partie des principaux tournois en Océanie avec l'Open d'Australie et les Internationaux des Fidji. 
Dès le début des années 2000, le tournoi prend une dimension internationale en intégrant les circuits professionnels de la Fédération mondiale de badminton (BWF). Ainsi, il est classé BWF Grand Prix dès la création de ce circuit en 2007. Cependant, des difficultés financières et la concurrence grandissante de l'Open d'Australie voisin entraînent la suppression du tournoi en 2010 et 2012; l'édition de 2011 étant maintenue mais déclassée en catégorie International Challenge. En 2015, le tournoi est promu en catégorie Grand Prix Gold puis en 2018, il intègre le nouveau circuit BWF World Tour en catégorie Super 300.

## Résultats
| 1999                     | Pas de tournoi                                         | Pas de tournoi                                         | Pas de tournoi                                         | Pas de tournoi                                         | Pas de tournoi                                         |                                                        |                                                        |
| 2000                     | Geoffrey Bellingham                                    | Rhona Robertson                                        | Daniel Shirley John Gordon                             | Masami Yamazaki Keiko Yoshitomi                        | Peter Blackburn Rhonda Cator                           |                                                        |                                                        |
| 2001                     | Pas de tournoi                                         | Pas de tournoi                                         | Pas de tournoi                                         | Pas de tournoi                                         | Pas de tournoi                                         |                                                        |                                                        |
| 2002                     | Geoffrey Bellingham                                    | Kim Ji-hyun                                            | Daniel Shirley John Gordon                             | Nicole Gordon Sara Runesten-Petersen                   | Daniel Shirley Sara Runesten-Petersen                  |                                                        |                                                        |
| 2003                     | Shōji Satō                                             | Lenny Permana                                          | Ashley Brehaut Travis Denney                           | Nicole Gordon Rebecca Gordon                           | Travis Denney Kate Wilson-Smith                        |                                                        |                                                        |
| 2004                     | Andrew Smith                                           | Huang Chia-chi                                         | Suichi Nakao Suichi Sakamoto                           | Rebecca Gordon Rachel Hindley                          | Craig Cooper Lianne Shirley                            |                                                        |                                                        |
| 2005                     | Sairul Amar Ayob                                       | Adriyanti Firdasari                                    | Eng Hian Rian Sukmawan                                 | Rebecca Bellingham Rachel Hindley                      | Daniel Shirley Sara Runesten-Petersen                  |                                                        |                                                        |
| 2006                     | Lee Tsuen Seng                                         | Huang Chia-chi                                         | Boyd Cooper Travis Denney                              | Jiang Yanmei Li Yujia                                  | Hendri Kurniawan Saputra Li Yujia                      |                                                        |                                                        |
| BWF Grand Prix           |                                                        |                                                        |                                                        |                                                        |                                                        |                                                        |                                                        |
| 2007                     | Andre Kurniawan Tedjono                                | Zhou Mi                                                | Chan Chong Ming Hoon Thien How                         | Ikue Tatani Aya Wakisaka                               | Devin Lahardi Fitriawan Lita Nurlita                   |                                                        |                                                        |
| 2008                     | Lee Tsuen Seng                                         | Zhou Mi                                                | Chen Hung-ling Lin Yu-lang                             | Chien Yu-chin Chou Chia-chi                            | Chen Hung-ling Chou Chia-chi                           |                                                        |                                                        |
| 2009                     | Chan Yan Kit                                           | Sayaka Sato                                            | Rupesh Kumar K.T. Sanave Thomas                        | Anneke Feinya Agustin Annisa Wahyuni                   | Fran Kurniawan Pia Zebadiah Bernadeth                  |                                                        |                                                        |
| 2010                     | Pas de tournoi                                         | Pas de tournoi                                         | Pas de tournoi                                         | Pas de tournoi                                         | Pas de tournoi                                         |                                                        |                                                        |
| International Challenge  |                                                        |                                                        |                                                        |                                                        |                                                        |                                                        |                                                        |
| 2011                     | Riichi Takeshita                                       | Sayaka Sato                                            | Danny Bawa Chrisnanta Hendra Wijaya                    | Yuriko Miki Koharu Yonemoto                            | Danny Bawa Chrisnanta Vanessa Neo Yu Yan               |                                                        |                                                        |
| 2012                     | Édition annulée                                        | Édition annulée                                        | Édition annulée                                        | Édition annulée                                        | Édition annulée                                        |                                                        |                                                        |
| BWF Grand Prix           |                                                        |                                                        |                                                        |                                                        |                                                        |                                                        |                                                        |
| 2013                     | Riichi Takeshita                                       | Deng Xuan                                              | Angga Pratama Ryan Agung Saputra                       | Ou Dongni Tang Yuanting                                | Praveen Jordan Vita Marissa                            |                                                        |                                                        |
| 2014                     | Wang Tzu-wei                                           | Nozomi Okuhara                                         | Selvanus Geh Kevin Sanjaya Sukamuljo                   | Tang Hetian Renuga Veeran                              | Alfian Eko Prasetya Annisa Saufika                     |                                                        |                                                        |
| BWF Grand Prix Gold      |                                                        |                                                        |                                                        |                                                        |                                                        |                                                        |                                                        |
| 2015                     | Lee Hyun-il                                            | Saena Kawakami                                         | Huang Kaixiang Zheng Siwei                             | Xia Huan Zhong Qianxin                                 | Zheng Siwei Chen Qingchen                              |                                                        |                                                        |
| 2016                     | Huang Yuxiang                                          | Sung Ji-hyun                                           | Ko Sung-hyun Shin Baek-cheol                           | Yuki Fukushima Sayaka Hirota                           | Chan Peng Soon Goh Liu Ying                            |                                                        |                                                        |
| 2017                     | Lee Cheuk Yiu                                          | Ratchanok Intanon                                      | Chen Hung-ling Wang Chi-lin                            | Vivian Hoo Kah Mun Woon Khe Wei                        | Ronald Alexander Annisa Saufika                        |                                                        |                                                        |
| BWF World Tour Super 300 |                                                        |                                                        |                                                        |                                                        |                                                        |                                                        |                                                        |
| 2018                     | Lin Dan                                                | Sayaka Takahashi                                       | Chen Hung-ling Wang Chi-lin                            | Ayako Sakuramoto Yukiko Takahata                       | Wang Chi-lin Lee Chia-hsin                             |                                                        |                                                        |
| 2019                     | Jonatan Christie                                       | An Se-young                                            | Mohammad Ahsan Hendra Setiawan                         | Kim So-yeong Kong Hee-yong                             | Chan Peng Soon Goh Liu Ying                            |                                                        |                                                        |
| 2020 2021 2022           | Éditions annulées en raison de la pandémie de Covid-19 | Éditions annulées en raison de la pandémie de Covid-19 | Éditions annulées en raison de la pandémie de Covid-19 | Éditions annulées en raison de la pandémie de Covid-19 | Éditions annulées en raison de la pandémie de Covid-19 | Éditions annulées en raison de la pandémie de Covid-19 | Éditions annulées en raison de la pandémie de Covid-19 |